# آرثر أغسطس زيمرمان
آرثر أغسطس زيمرمان (بالإنجليزية: Arthur Augustus Zimmerman)‏ هو دراج أمريكي، ولد في 11 يونيو 1869 في كامدن في الولايات المتحدة، وتوفي في 22 أكتوبر 1936 في أتلانتا في الولايات المتحدة بسبب نوبة قلبية.

## وصلات خارجية
- آرثر أغسطس زيمرمان على موقع أرشيف الدراجات (الإنجليزية)